# Abadía de San Bonifacio
La abadía de San Bonifacio (en alemán: Abtei St. Bonifaz), llamada también basílica de San Bonifacio, es un monasterio benedictino de mitades del siglo xix en Maxvorstadt, Múnich, Baviera (Alemania). Forma parte del conjunto arquitectónico del Kunstareal y fue construido por Luis I de Baviera como parte de sus esfuerzos de reforzar la vida religiosa en el Reino de Baviera, diezmada durante el proceso de secularización de principios del siglo xix. El monasterio pertenece a la congregación bávara de la Confederación Benedictina.
En el pasillo derecho del monasterio se encuentran los sarcófagos tanto del rey Luis I como de su esposa y reina consorte, Teresa de Sajonia-Hildburghausen. 

## Historia

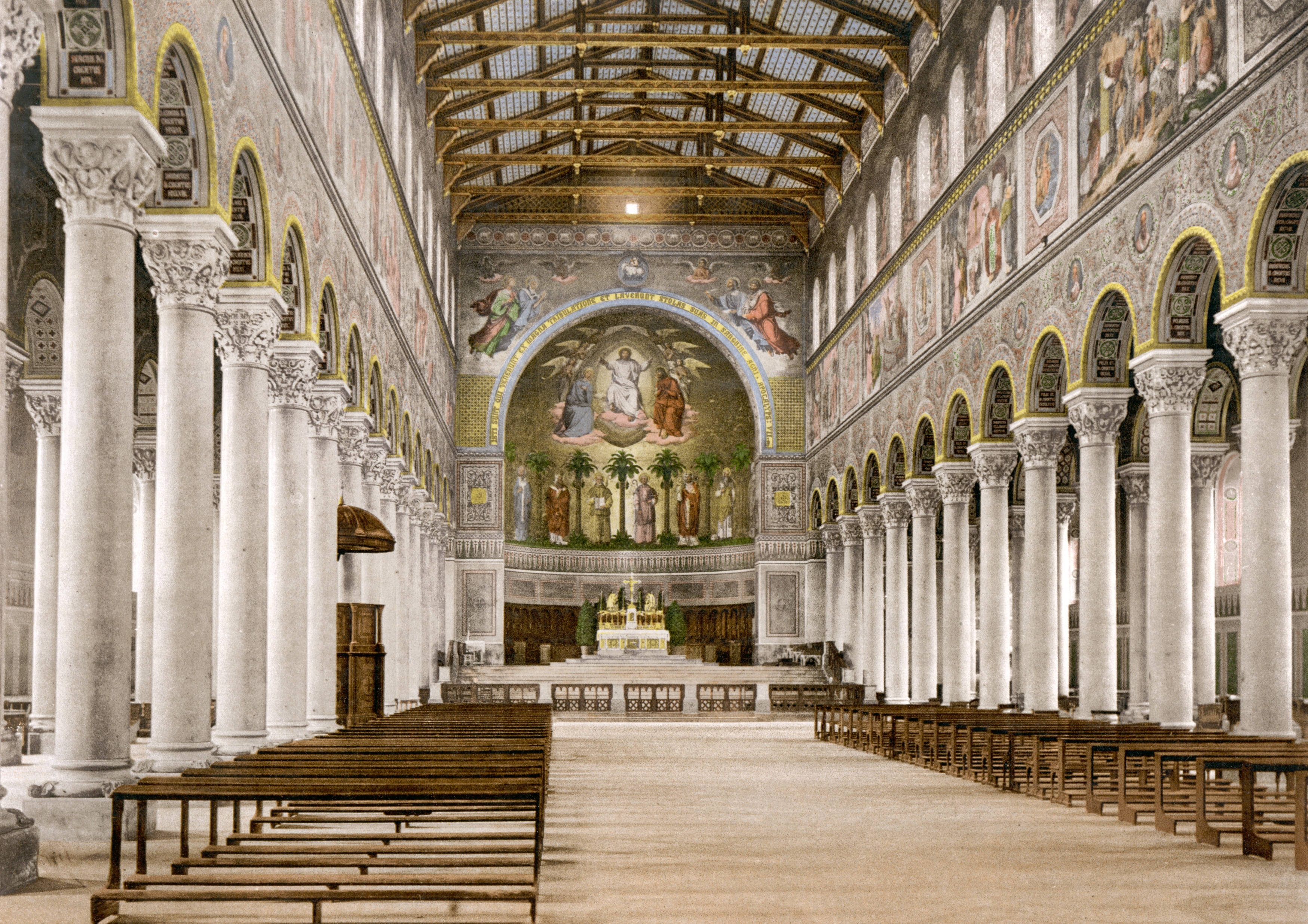
La sala principal del interior del monasterio de San Bonifacio en 1944, poco antes de ser destruido en los bombardeos de la ciudad.

El monasterio de San Bonifacio, diseñado al estilo bizantino —obra del arquitecto Georg Friedrich Ziebland— e inaugurado en 1835 como abadía benedictina, fue dedicado formalmente en 1850 por el rey Luis I, quien buscaba revivir la tradición de la vida espiritual en su reino mediante la creación de nuevos monasterios.
La ubicación del monasterio en el Kunstareal (directamente al sur de la Königsplatz), es decir dentro de la ciudad, no es común para un monasterio benedictino. Para asegurar que los monjes recibieran sus provisiones de forma regular, el rey compró la célebre abadía de Andechs, que había sido secularizada en 1803, y todas las tierras arables bajo su administración, y las regaló al nuevo monasterio. Es por este motivo que la abadía de Andechs, refundada en 1850 como consecuencia de esta acción (pues no había servido como tal desde su secularización), es actualmente priorato del monasterio de San Bonifacio.                        
El edificio resultó gravemente dañado durante los bombardeos de la Segunda Guerra Mundial (tanto en abril de 1944 como en enero de 1945), y solo pudo reconstruirse parcialmente entre 1945 y 1950.
Solo unas cuatro décadas después, en 1988, se celebró un concurso público para la renovación del edificio, que sería rediseñado como basílica entre 1993 y 1996 de la mano de varios arquitectos y artistas. El pintor Peter Burkart creó un friso de paneles de colores sobre las arcadas, y el escultor Friedrich Koller creó el relieve del portal interior con el motivo del discurso del fin de los tiempos en el Evangelio de Mateo. En el pasillo izquierdo (al oeste) se muestra una secuencia de quince piezas que representan las 15 estaciones del viacrucis (grabados en color de Bernd Hendl, 2015-2017). Enfrente se encuentra la figura de santa Isabel, obra de Christine Stadler.
En 2018 se dio comienzo a un amplio proyecto de renovación, que contaría con las reconstrucciones de partes del edificio dejadas desde hace décadas. Entre otros, será reconstruida el ala de invitados.

#### Espacios adicionales
La biblioteca del monasterio con un enfoque en el monaquismo y la teología es una de las bibliotecas académicas de carácter privado más grandes de Baviera. Ello se debe a que la comunidad universitaria católica de la Universidad Técnica de Múnich se alojaba en los terrenos pertenecientes al monasterio durante la década de 1990, y que muchos de los monjes de la abadía, aparte de su labor pastoral, se han dedicado a materias educativas y científicas. Otro espacio destacado del edificio es la Haneberghaus, inaugurada en 2001, siendo dedicada a la ayuda a las personas sin hogar.
El diseño de algunas partes del monasterio ha inspirado a varios arquitectos de la época; su entrada sirvió a Leo von Klenze como modelo para el diseño de la Catedral basílica de San Dionisio Areopagita en Atenas.                                                                        